# Списък на узурпатори на властта в Римската империя
По-долу е посочен списък на узурпаторите на властта в Римската империя. В Източната римска империя, Византия, узурпирането на властта е толкова често явление, че думата Византия се превръща в пословична за интрига.
Използвани съкращения:
- kPG, убит от Преторианска гвардия
- kS, убит от своите войници
- kB, убит в битка
- e, екзекутиран
- S, самоубийство
- датите указват началото и края на царуването
- произход на бунта е посочен, където е възможно
- списъкът е завършен до издването на тетрархията в края на 3 век.

### Узурпатори на императорския трон

#### Първа римска гражданска война по време на Империята:година на четиримата императори(69от н.е.)
- Галба – убит на 15 януари 69
- Отон – самоубива се на 16 април 69
- Вителий – убит на 22 декември 69
- Веспасиан – умира от естествена смърт, докато е на власт

#### От193дотетрархията(кризата на третото столетие)
- Септимий Север (193 – 211) в Рейн, умира на трона, основател на династията на Северите
- Макрин (217 – e.218) в Сирия, бивш префект на преторианската гвардия
- Максимин Трак (235 – kS.238) в Рейн, бивш центурион
- Гордиан I and Гордиан II (238) в Африка, съответно самоубийство и смърт в битка
- Филип I Араб (244 – kS.249) на Изток, бивш префект на преторианската гвардия
- Деций (249 – kB.251) в Панония
- Емилиан (kS.251) в Мизия
- Валериан I (253 – e.260) в Рейн, екзекутиран от персите
- Аврелиан (270 – kPG275)

### Неуспешни узурпатори през 1 век
Списък на императорите, победени от управляващия суверен. Посочените години са годините, в които узурпират властта.

#### Тит: 79 – 81
- Теренций Максим, в Азия, намира убежище при Артабан, водачът на партите, подобно на Нерон.

#### Домициан: 91 – 96
- Луций Антоний Сатурнин (89), в Горна Германия, управител на провинция Горна Германия, идващите на помощ германи не успяват да пресечат размръзналия се Рейн, победен е от Авъл Буций Лапий Максим.

### Неуспешни узурпатори през 2 век

#### Марк Аврелий: 161 – 180
- Авидий Касий (175), в Египет и Сирия, римски наместник в Сирия, обявява себе си за император след слуха, че Марк Аврелий е починал и продължава своя бунт дори след като разбира, че всъщност Марк Аврелий е жив.

#### Септимий Север: 193 – 211
- Песцений Нигер (193 – 194), в Египет, Азия и Сирия, римски наместник в Сирия, обявява себе си за император след смъртта на Пертинакс, армията му е разбита в битка, а той е убит докато бяга към Партия.
- Клодий Албин (196 – 197), в Британия и Галия, римски наместик на провинция Британия, първоначално съюзник на Септимий Север до момента, в който Песцений Нигер е убит, самият той умира в битката при Лугдунум.

### Неуспешни узурпатори през 3 век

#### Елагабал: 218 – 222
- Гелий Максим (219), в Сирия, екзекутиран, офицер от IV Скитски Легион
- Вер (късно през 219), в Сирия, екзекутиран, командир на III Галски легион
- Ураний Антонин (ок. 221), под въпрос е съществуването му, както и датиране; източници посочват 253
- Селевк (след 221). Може би това е Юлий Антоний Селевк, управител в Мизия или Флавий Вителий Селевк, консул през 221

#### Александър Север: 222 – 235
- Салустий (ок. 227), в Рим, издигнат до цезар от Александър, екзекутиран за опит за убийство, префект на преторианската гвардия
- Таврин (S. неясна дата), на изток, самоубийство в Ефрат

#### Максимин Трак: 235 – 238
- Магн (235), заповядва на някои от войниците на Максимин да разрушат моста, който позволява на императора да премине Рейн, бивш консул
- Квартин (235), на Изток, поддържан от войниците, лоялни към бившия император Александър Север

#### Гордиан III: 238 – 244
- Сабиниан (240), в Африка, управител на провинция

#### Филип I Араб: 244 – 249
- Йотапиан (kS.248), на изток
- Пакациан (kS.248), на Дунавската граница, убит от войниците си
- Силбаннак в Рейн, възможно е да не е съществувал
- Спонсиан в Мизия, възможно е да не е съществувал

#### Деций: 249 – 251
- Приск (249 – k?252) на изток, Филип I Араб
- Юлий Валент Лициниан (250) в Рим, екзекутиран

#### Галиен: 253 – 268
- Инген (260) в Панония, самоубийство, бивш управител на провинция
- Макриан Старши, Макриан Младши и Квиет (септември 260 – есента на 261) на изток, всички убити от техните собствени войници при различни обстоятелства
- Регалиан (260) в Панония, управлява със своята жена
- Балиста (есента на 261, е.) на изток, бивш преториански префект
- Пизон (kS.261) в Ахея, същестуването му е под въпрос
- Валенс (k.261) в Ахея, убит от Макрин, бивш управител
- Мемор (e.261) в Египет
- Мусий Емилиан (261 – пролетта на 262, е.) в Египет
- Императори на империята на галите
- Предполагаеми узурпатори:
  - Целс
  - Сатурнин (253 – 268)
  - Требелиан

#### Клавдий II: 268 – 270
- Цензорин (269 – kS.270), почти със сигуност несъществувал; има сведения само в Historia Augusta[1], но няма никакви други литературни, епиграфски или нумизматични доказателства

#### Аврелиан: 270 – 275
- Домициан (270 – 271)
- Фелисим (k.271) в Рим, началник на фиска при Аврелиан
- Септимий (kS.271) в Далмация
- Урбан (271), възможно е да не е съществувал
- Фирм (k.273) в Египет, възможно е да не е съществувал

#### Проб: 276 – 282
- Бонос (280)
- Прокул (280)
- Сатурнин (280)

#### Кар,Карин,Нумериан: 282 – 284
- Юлиан от Панония

#### Диоклетиан: 284 – 305
- Аманд и Елиан: 285
- Караузий: 286 – 293
- Алект: 293 – 296
- Домиций Домициан: 297
- Ахилей: 297 – 298
- Евгений: 303[2]

### Неуспешни узурпатори през 4 и 5 век
- Максимиан (306-308, e.310) срещу Север II и Галерий, по-късно срещу Константин I
- Калоцер (e.333/334) срещу Константин I
- Домиций Александър (308 – e.311) срещу Максенций
- Магненций и Деценций (350 – 353) срещу Константин II
- Ветранион (350) срещу Константин II
- Непоциан (350) срещу Константин II
- Клавдий Силван (355) срещу Константин II
- Прокопий (366) срещу Валентиниан I
- Фирм (372 – 375) срещу Валентиниан I
- Магн Максим (383 – 388) и Флавий Виктор (384 – 388) срещу Грациан, Валентиниан II и Теодосий I
- Евгений (392 – e.394) срещу Теодосий I

#### Флавий Хонорий: 395 – 423
- Приск Атал: 409, 414 – 415
- Максим: 409 – 411
- Марк: 406 – 407
- Грациан: 407
- Константин III: 407 – 411
- Констанс II: 407 – 411

#### Валентиниан III: 423 – 455
- Йоан: 423 – 425

### Неуспешни узурпатори след падането на Рим (476)
- Бурдунел († e. 496), в долината на Ебро
- Петер († e. 506), в долината на Ебро